# Ansa de inoculação

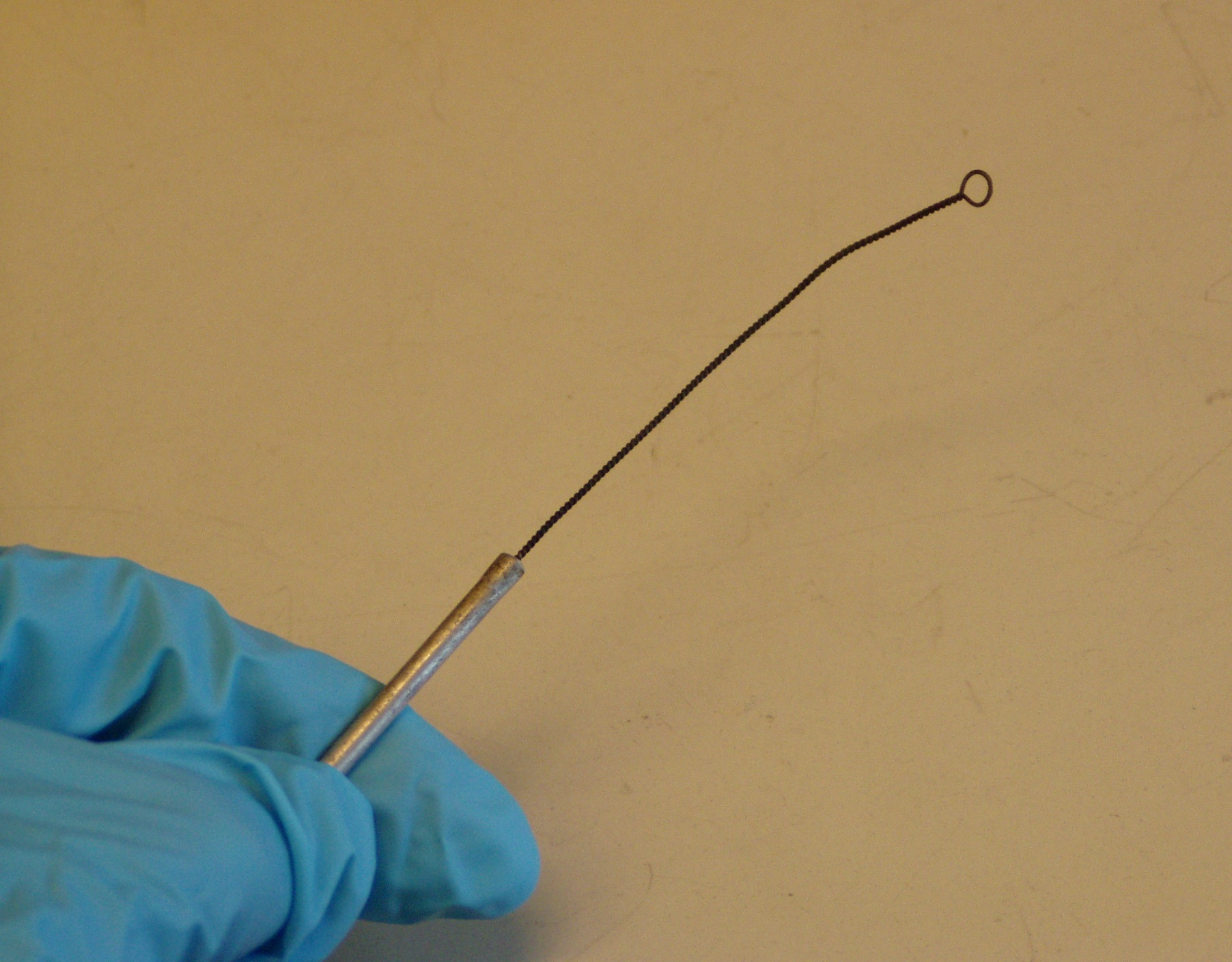
Uma ansa de inoculação.

Uma ansa de inoculação (português europeu) ou alça de inoculação (português brasileiro)  é um instrumento laboratorial utilizado em microbiologia para a inoculação de meios de cultura de microorganismos.
Consiste de um arame, geralmente de platina ou níquel-crómio, enrolado de modo a ter numa extremidade um círculo, estando a outra extremidade ligada a uma haste. O arame tem de ser esterilizado com uma chama de um bico de Bunsen antes de uso. Isto é feito segurando a ansa com a parte metálica na chama até o arame se tornar incandescente. Após arrefecimento ao ar (cerca de 10 segundos), a ansa encontra-se pronta a utilizar.

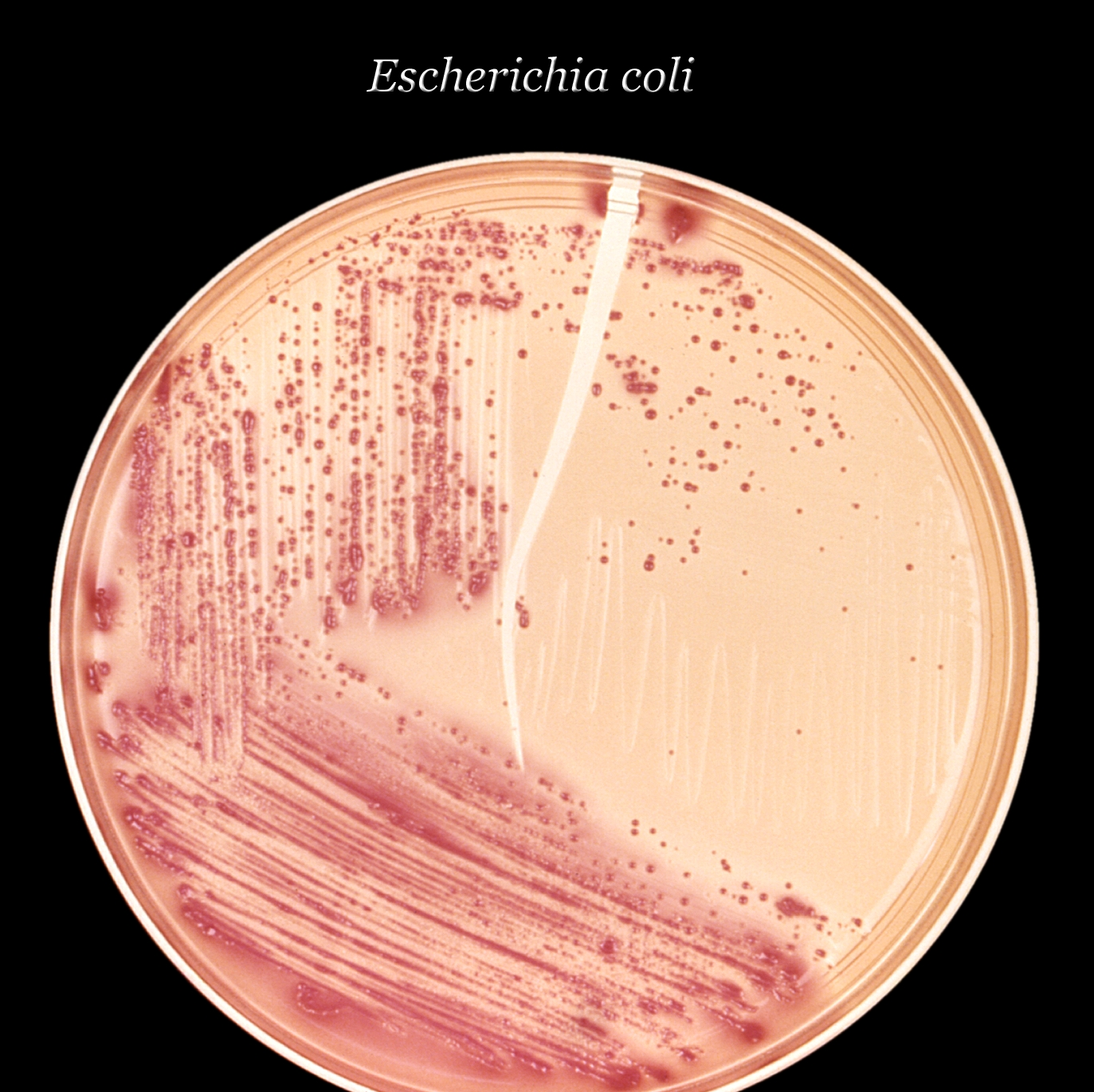
Uma placa de Petri contendo meio de cultura sólido McConkey, após ter sido riscada com uma ansa de inoculação contendo Escherichia coli. Esta técnica de inoculação provoca um padrão estriado na distribuição de colónias bacterianas pela placa.

A ansa de inoculação é usada essencialmente para:
- retirar uma colónia isolada de microorganismos de uma placa de Petri, para riscar uma segunda placa ou inocular uma cultura líquida;
- retirar uma pequena porção de uma cultura líquida (a porção é chamada inóculo) para inocular uma segunda cultura líquida ou riscar uma placa de Petri. Esta técnica usa a tensão superficial do líquido, que adere à zona interna do círculo.